# آبی و خاکستری (ترانه)
«آبی و خاکستری» (به انگلیسی: Blue & Grey) ترانه‌ای از گروه پسرانهٔ کره‌ای بی‌تی‌اس، از پنجمین آلبوم استودیویی کره‌ای‌زبان بودن (۲۰۲۰) است. این ترانه که در ابتدا به هدف قرار گرفتن در میکس‌تیپ انفرادی وی نوشته شده‌بود، در ۲۰ نوامبر ۲۰۲۰، به‌عنوان سومین قطعهٔ بودن منتشر شد. این قطعه پاپ بالادی آهسته و لطیف استکه متن آن از افسردگی، خستگی، اضطراب و تنهایی ناشی از پاندمی می‌گوید.
«آبی و خاکستری» در مجموع نقدهای مثبتی را از منتقدین موسیقی دریافت کرد و به‌خاطر آسیب‌پذیری، ساخت و اجرای بی‌تی‌اس مورد تحسین واقع شد. برخی از منتقدین از آن به‌عنوان قطعهٔ برجستهٔ بودن یاد کردند. این ترانه از لحاظ تجاری، یکی از قطعات موفق آلبوم بود و در رتبهٔ ۱۳ ۱۰۰ آهنگ داغ بیلبورد ایالات متحده و رتبهٔ نه ۲۰۰ آهنگ جهانی بیلبورد جای گرفت و پرفروش‌ترین ترانهٔ جهان در آن هفته بود. این قطعه همچنین در جداول ۱۰ کشور از جمله مجارستان و کرهٔ جنوبی وارد شد.

## عملکرد تجاری
«آبی و خاکستری» در ۱۰۰ آهنگ داغ بیلبورد ایالات متحده، سیزدهم شد. این ترانه در هفتهٔ نخست انتشار، بیش از ۶۹٬۰۰۰ واحد در ایالات متحده فروخت و به دومین ترانهٔ پرفروش هفتهٔ ۵ دسامبر ۲۰۲۰ تبدیل شد و پس از «زندگی ادامه دارد» بی‌تی‌اس قرار گرفت. همچنین در هر دو جدول فروش ترانه‌های دیجیتال ایالات متحده و فروش ترانه‌های دیجیتال ملل دوم شد. این ترانه در کانادا، در رتبهٔ ۶۴ ۱۰۰ آهنگ داغ کانادا و پنج جدول فروش ترانه‌های دیجیتال قرار گرفت. «آبی و خاکستری» در بریتانیا، در جایگاه ۶۶ جدول تک‌آهنگ‌های بریتانیا قرار گرفت و پس از «زندگی ادامه دارد» و «دینامیت»، سومین ترانهٔ آلبوم بود که وارد این جدول شد. این قطعه در جدول تک‌آهنگ‌های مستقل بریتانیا نهم و در جدول تک‌آهنگ‌های ایرلند هفتاد و ششم شد. در کرهٔ جنوبی، در رتبهٔ ششم ۱۰۰ آهنگ داغ کی-پاپ بیلبورد و رتبهٔ ۲۴ جدول دیجیتال گائون جای گرفت. این ترانه در ۳۰ نوامبر ۲۰۲۰، در ۱۰۰ آهنگ داغ بیلبورد ژاپن نود و هشتم شد و در هفتهٔ بعد به رتبهٔ ۵۲ صعود کرد. همچنین در پنج رتبهٔ نخست جداول مالزی و سنگاپور قرار گرفت.
«آبی و خاکستری» در ۲۰۰ آهنگ جهانی بیلبورد، با ۲۶٫۸ میلیون استریم و فروش جهانی ۸۷٬۰۰۰ واحد، به پرفروش‌ترین ترانهٔ هفته تبدیل شد. این سومین ترانه از بی‌تی‌اس و سومین ترانه از بودن بود که در ۱۰ رتبهٔ اول این جدول جای گرفت. این قطعه همچنین در جدول جهانی بیلبورد به‌استثنای ایالات متحده، پانزدهم شد.

## عوامل
جزئیات برگرفته از تیدال و یادداشت‌های بودن است.
- بی‌تی‌اس  –  آواز اولیه
- وی  –  ترانه‌سرایی، تهیه‌کنندگی
- پارک جی-سو  –  ترانه‌سرایی، تهیه‌کنندگی، گیتار، پیانو، سازهای زهی، کلارینت، درام
- هیس نویز  –  ترانه‌سرایی، تهیه‌کنندگی، درام، ویرایش دیجیتال
- لیوای  –  ترانه‌سرایی، تهیه‌کنندگی
- آر ام  –  ترانه‌سرایی، تنظیم رپ، ضبط
- شوگا  –  ترانه‌سرایی، تنظیم رپ، ضبط
- جی-هوپ  –  ترانه‌سرایی، تنظیم رپ، ضبط
- متافور  –  ترانه‌سرایی
- پی‌داگ  –  تنظیم آواز، ضبط
- یانگ گا  –  میکس

## جداول
| جدول (۲۰۲۰)                                      | بالاترین موقعیت |
| ------------------------------------------------ | --------------- |
| کانادا (۱۰۰ آهنگ داغ کانادا)                     | ۶۴              |
| جهانی ۲۰۰ بیلبورد                                | ۹               |
| مجارستان (۴۰ تک‌آهنگ برتر)                        | ۲               |
| ایرلند (آی‌آرام‌ای)                                | ۷۶              |
| ژاپن (۱۰۰ آهنگ داغ ژاپن)                         | ۵۲              |
| لیتوانی (آگاتا)                                  | ۴۹              |
| مالزی (آرآی‌ام)                                   | ۳               |
| تک‌آهنگ‌های داغ نیوزیلند (آرام‌ان‌زد)                | ۷               |
| سنگاپور (آرآی‌ای‌اس)                               | ۵               |
| کرهٔ جنوبی (گائون)                                | ۲۴              |
| کرهٔ جنوبی (۱۰۰ آهنگ داغ کی-پاپ)                  | ۶               |
| مستقل بریتانیا (اوسی‌سی)                          | ۹               |
| تک‌آهنگ‌های بریتانیا (اوسی‌سی)                      | ۶۶              |
| ۱۰۰ آهنگ داغ بیلبورد ایالات متحده                | ۱۳              |
| ۱۰۰ آهنگ برتر رولینگ استون ایالات متحده          | ۱۲              |
| فروش ترانه‌های دیجیتال ملل ایالات متحده (بیلبورد) | ۲               |

| جدول (۲۰۲۰)               | موقعیت |
| ------------------------- | ------ |
| مجارستان (۴۰ تک‌آهنگ برتر) | ۹۱     |